# Шере
Шере́ (фр. Chérêt) — коммуна во Франции, находится в регионе Пикардия. Департамент коммуны — Эна. Входит в состав кантона Лан-2. Округ коммуны — Лан.
Код INSEE коммуны — 02177.

## Население
Население коммуны на 2010 год составляло 125 человек.
| 1962 | 1968 | 1975 | 1982 | 1990 | 1999 | 2010 |
| ---- | ---- | ---- | ---- | ---- | ---- | ---- |
| 101  | 88   | 111  | 111  | 122  | 131  | 125  |

## Экономика
В 2010 году среди 80 человек трудоспособного возраста (15—64 лет) 66 были экономически активными, 14 — неактивными (показатель активности — 82,5 %, в 1999 году было 58,9 %). Из 66 активных жителей работали 60 человек (31 мужчина и 29 женщин), безработных было 6 (2 мужчин и 4 женщины). Среди 14 неактивных 2 человека были учениками или студентами, 8 — пенсионерами, 4 были неактивными по другим причинам.